# Irene Paredes
Paredes  Hernández est un nom espagnol. Le premier nom de famille, en général paternel, est Paredes ; le second, en général maternel, souvent omis, est Hernández.
Pour les articles homonymes, voir Paredes.
Irene Paredes, née le 4 juillet 1991 à Legazpi, est une footballeuse internationale espagnole évoluant au poste de défenseure centrale au FC Barcelone.
Joueuse du Paris Saint-Germain de 2016 à 2021 avec lequel elle devient championne de France, elle a auparavant joué en Primera División avec l'Athletic Bilbao.
Considérée comme l'une des meilleures défenseuses centrales au monde, elle a notamment été élue meilleure joueuse espagnole de l'année 2018 par Marca.

## Biographie

### Jeunesse
Irene Paredes est très sportive dès l'enfance en pratiquant le judo de 6 à 12 ans, puis l'athlétisme. Elle commence le football à 14 ans seulement, faute de catégories inférieures existantes. Elle se consacre exclusivement au football à l'âge de 17 ans en rejoignant la Real Sociedad.

### Carrière en club
Irene Paredes commence sa carrière senior en première division espagnole à la Real Sociedad en 2008, avant de rejoindre l'Athletic Bilbao deux ans plus tard. Très performante durant la saison 2015-2016 — inscrivant 9 buts bien que jouant en défense centrale — elle remporte avec Bilbao le championnat espagnol.
Elle est alors repérée et recrutée par le Paris Saint-Germain en 2016. Elle atteint la finale de la Ligue des champions 2017 avec le club parisien puis remporte l'année suivante la Coupe de France. Titulaire indiscutable, elle devient la seule capitaine de l'équipe à partir de la saison 2019-2020. En mai 2019, elle prolonge son contrat jusqu'en 2021. Au terme de la saison 2020-2021, elle participe au sacre historique de championne de France du PSG avant de quitter le club parisien pour retourner en Espagne.
Elle signe alors au FC Barcelone, champion d'Europe et d'Espagne en titre.

### Carrière internationale
Elle joue ses premières minutes avec l'Espagne en novembre 2011 contre la Roumanie. En juin 2013, le sélectionneur Ignacio Quereda confirme Paredes dans sa liste des 23 pour l'Euro 2013 en Suède. Lors de ce tournoi, elle marque un malheureux but contre-son-camp lors d'une défaite 3-1 de l'Espagne en quarts de finale face à la Norvège. Le 27 octobre 2013, elle marque son premier but en faveur de l'Espagne lors d'une victoire 6-0 contre l'Estonie en qualification pour la Coupe du Monde 2015.
Elle participe aux grandes compétitions avec la sélection espagnole : Euro 2013 en Suède, Coupe du monde 2015 au Canada, puis Euro 2017 aux Pays-Bas. Elle porte le brassard de capitaine de l'Espagne lors d'un match de qualification pour la Coupe du monde 2019 face à Israël puis lors de deux matchs de la Coupe du monde 2019 en France.

## Palmarès

### En club
Athletic Bilbao
- Championne d'Espagne en 2016

 Paris Saint-Germain
- Vainqueur de la Coupe de France en 2018
- Championne de France en 2021

### En sélection
Espagne
- Vainqueur de l'Algarve Cup en 2017
- Vainqueur de la Coupe du monde en 2023

### Individuel
- Élue meilleur joueuse de l'Algarve Cup en 2017
- Élue dans le FIFPro Women's World XI en 2017
- Élue meilleure joueuse de la sélection espagnole de l'année 2018 par le journal Marca[10]
- Meilleure défenseure UEFA pour 2020-2021
- Nommée dans l'équipe type de Division 1 aux Trophées UNFP du football 2021[11]

## Statistiques

### En club
| Saison                | Club                  | Championnat           | Championnat | Championnat | Coupe(s) nationale(s) | Coupe(s) nationale(s) | Supercoupe | Supercoupe | Compétition(s) continentale(s) | Compétition(s) continentale(s) | Compétition(s) continentale(s) | Total | Total |
| Saison                | Club                  | Division              | M.          | B.          | M.                    | B.                    | M.         | B.         | Comp.                          | M.                             | B.                             | M.    | B.    |
| 2010-2011             | Real Sociedad         | Superliga             | 25          | 2           | 5                     | 1                     | -          | -          | -                              | -                              | -                              | 30    | 3     |
| Sous-total            | Sous-total            | Sous-total            | 25          | 2           | 5                     | 1                     | -          | -          | -                              | -                              | -                              | 30    | 3     |
| 2011-2012             | Athletic Bilbao       | Primera División      | 33          | 3           | 2                     | 0                     | -          | -          | -                              | -                              | -                              | 35    | 3     |
| 2012-2013             | Athletic Bilbao       | Primera División      | 19          | 2           | 2                     | 1                     | -          | -          | -                              | -                              | -                              | 21    | 3     |
| 2013-2014             | Athletic Bilbao       | Primera División      | 30          | 2           | 5                     | 0                     | -          | -          | -                              | -                              | -                              | 35    | 2     |
| 2014-2015             | Athletic Bilbao       | Primera División      | 21          | 3           | 1                     | 0                     | -          | -          | -                              | -                              | -                              | 22    | 3     |
| 2015-2016             | Athletic Bilbao       | Primera División      | 25          | 9           | 1                     | 0                     | -          | -          | -                              | -                              | -                              | 26    | 9     |
| Sous-total            | Sous-total            | Sous-total            | 128         | 19          | 11                    | 1                     | -          | -          | -                              | -                              | -                              | 139   | 20    |
| 2016-2017             | Paris Saint-Germain   | Division 1            | 18          | 2           | 2                     | 0                     | -          | -          | C1                             | 9                              | 3                              | 29    | 5     |
| 2017-2018             | Paris Saint-Germain   | Division 1            | 20          | 3           | 6                     | 2                     | -          | -          | -                              | -                              | -                              | 26    | 5     |
| 2018-2019             | Paris Saint-Germain   | Division 1            | 12          | 2           | 3                     | 0                     | -          | -          | C1                             | 4                              | 0                              | 19    | 2     |
| 2019-2020             | Paris Saint-Germain   | Division 1            | 14          | 0           | 5                     | 2                     | 1          | 0          | C1                             | 5                              | 0                              | 25    | 2     |
| 2020-2021             | Paris Saint-Germain   | Division 1            | 21          | 6           | 1                     | 0                     | -          | -          | C1                             | 6                              | 2                              | 28    | 8     |
| Sous-total            | Sous-total            | Sous-total            | 85          | 13          | 17                    | 4                     | 1          | 0          | -                              | 24                             | 5                              | 127   | 22    |
| Total sur la carrière | Total sur la carrière | Total sur la carrière | 238         | 34          | 33                    | 6                     | 1          | 0          | -                              | 24                             | 5                              | 296   | 45    |

### Buts internationaux
| Irene Paredes – buts pour l'Espagne | Irene Paredes – buts pour l'Espagne | Irene Paredes – buts pour l'Espagne         | Irene Paredes – buts pour l'Espagne | Irene Paredes – buts pour l'Espagne | Irene Paredes – buts pour l'Espagne | Irene Paredes – buts pour l'Espagne       |
| #                                   | Date                                | Lieu                                        | Adversaire                          | Score                               | Résultat                            | Compétition                               |
| ----------------------------------- | ----------------------------------- | ------------------------------------------- | ----------------------------------- | ----------------------------------- | ----------------------------------- | ----------------------------------------- |
| 1.                                  | 27 octobre 2013                     | Ciudad Deportiva, Collado Villalba, Espagne | Estonie                             | 6–0                                 | 6–0                                 | Qualification pour la Coupe du Monde 2015 |
| 2.                                  | 20 septembre 2016                   | Butarque, Leganés                           | Finlande                            | 2–0                                 | 5–0                                 | Qualification pour l'Euro 2017            |
| 3.                                  | 20 septembre 2016                   | Butarque, Leganés                           | Finlande                            | 3–0                                 | 5–0                                 | Qualification pour l'Euro 2017            |
| 4.                                  | 23 October 2017                     | Ramat Gan Stadium, Ramat Gan                | Israël                              | 0–1                                 | 0–6                                 | Qualification pour la Coupe du Monde 2019 |
| 5.                                  | 23 October 2017                     | Ramat Gan Stadium, Ramat Gan                | Israël                              | 0–3                                 | 0–6                                 | Qualification pour la Coupe du Monde 2019 |